# Lusitaniosomatidae
Lusitaniosomatidae é uma família de milípedes pertencente à ordem Chordeumatida.
Género:
- Lusitaniosoma Schubart, 1953